# ريتشارد ديسارت
ريتشارد ديسارت (بالإنجليزية: Richard Dysart)‏ مواليد 30 مارس 1929 في ماساتشوستس، الولايات المتحدة - الوفاة 5 أبريل 2015 في سانتا مونيكا، الولايات المتحدة، هو ممثل أمريكي بدأ مسيرته الفنية سنة 1953. كما أنه من الفائزين بجائزة إيمي حيث فاز بجائزة إيمي برايم تايم عن فئة أفضل ممثل مساعد في مسلسل درامي. امتدت مسيرته الفنية لأكثر من 51 عاما.

## الأعمال
- المشفى
- النبؤة
- أن تكون هناك
- الشيء
- قناع
- بال رايدر
- قلعة في السماء
- وول ستريت
- العودة إلى المستقبل 3

## روابط خارجية
- ريتشارد ديسارت على موقع IMDb (الإنجليزية)
- ريتشارد ديسارت على موقع ألو سيني (الفرنسية)
- ريتشارد ديسارت على موقع تيرنر كلاسيك موفيز (الإنجليزية)
- ريتشارد ديسارت على موقع أول موفي (الإنجليزية)
- ريتشارد ديسارت على موقع قاعدة بيانات برودواي على الإنترنت (الإنجليزية)
- ريتشارد ديسارت على موقع قاعدة بيانات الأفلام السويدية (السويدية)
- ريتشارد ديسارت على موقع إن إن دي بي (الإنجليزية)
- ريتشارد ديسارت على موقع قاعدة بيانات الفيلم (الإنجليزية)
- ريتشارد ديسارت على موقع كينوبويسك (الروسية)